# 吉原れい
吉原 れい（よしはら れい）は、日本の脚本家。新潟県出身。

## 経歴
日本シナリオ作家協会シナリオ講座第53期研修科終了。
シナリオ講座の講師・小林弘利がメインライターを務めた田辺聖子原作ドラマ『ピロートーク〜ベッドの思惑〜』で脚本家デビュー。
東映芸術職出身（2017年〜2020年）。

## 作品

### テレビドラマ
- ピロートーク〜ベッドの思惑〜（2012年、関西テレビ）第4話[2]
- 大阪環状線　ひと駅ごとの愛物語（2016年、関西テレビ）第1話[3]
- 特捜9（2018年、テレビ朝日）第6話
- 刑事7人（2018年、テレビ朝日）第8話、最終話（吉本昌弘と共著）
- 刑事7人（2019年、テレビ朝日）第3話
- 刑事7人（2020年、テレビ朝日）第4話
- 科捜研の女（2020年、テレビ朝日）第5話
- 遺留捜査（2021年、テレビ朝日）第8話 プロット協力

### 映画
- 9つの窓「赤い糸」[4]（2015年、キャンター）